# Walk of Life
Walk Of Life är en sång av det brittiska rockbandet Dire Straits, utgiven som singel 1985. Den återfinns på albumet Brothers in Arms. Singeln nådde sjunde plats 7 på den amerikanska Billboardlistan och blev deras största kommersiella hit i Storbritannien där den nådde nummer 2 på UK Singles Chart.